# Котелянка (Шепетівський район)
Котеля́нка — село в Україні, у Полонській міській громаді Шепетівського району Хмельницької області.
Населення становить 819 осіб.

## Географічне положення і комунікації
Територія села Котелянка розташована в східній частині Полонської ОТГ. Від села до обласного центру міста Хмельницького — 104 км, а до міста Полонного — 15 км.
Перевезення пасажирів і вантажів відбувається через залізничну станцію «Миропіль» (вже Житомирська область), відстань до якої становить 8 км.
Відстань до національної автомобільної дороги Н-03 Житомир-Старокостянтинів-Хмельницький-Чернівці становить 11 км, а до магістралі державного значення М-21 Городище-Рівне-Старокостянтинів — 50 км. До аеропорту «Хмельницький» — 114 км.
На території колишньої Котелянської сільради — 9,1 км комунальних автодоріг з твердим покриттям.

## Назва
За однією із версій, назва села походить від слова котел, форму якого нагадує рельєф місцевості, у якій розташоване село. А ще, щоб потрапити у село, потрібно скотитись по дорогах на дно своєрідної котловини.

## Історія
На території села знайдено кам’яні шліфовані сокири доби міді та поблизу Колосівки — залишки поселення трипільської культури, а також курганний могильник доби пізньої бронзи (початок І тисячоліття до н. ери).
Село Котелянка вперше згадується під назвою Котелевна 7 грудня 1601 року у донесенні водних Луцькому міському суду. В 1615 р. згадується Котельницький двір. XVI—XVII століттях землями Котелянки володіли українські православні князі Острозькі. В Інвентарі 1620 року згадується Котельницький двір. Тут, зокрема, було зафіксовано два будинки, дві пекарні, клуню, броварі винницю з 12 котлами, стайню. Крім цього в селі було 58 будинків, млин, дві корчми, п'ять ставків. Цікаво, що в Інвентарі 1620 року згадується Мала Котелянка і Велика Котелянка. Село тоді відносилось до Полонської волості.

|  | Корчми дві добрих, одна в селі, друга в полі. Городів два, на них бувають добрі овочі. Перед тим була гарна діброва, але зараз курінням горілки Жиди спустошили… |

Згодом землі стали власністю князя Любомирського. З 1648 року Котелянка входила до Полонської сотні козацького Волинського полку в Українській державі Богдана Хмельницького.
У 1885 році село входило до складу Велико-Новоселицької волості (Новоград-Волинського повіту).
У XIX столітті землі перейшли до шляхтича Доморадського (Домароцький), який і володів ними до подій 1917 року. В ході селянського повстання Доморадського було вбито, а землі розділено між селянами.
7 (20) листопада 1917 року, відповідно до Третього Універсалу Української Центральної Ради, увійшло до складу Української Народної Республіки.
Як і решта Полонщини, Котелянка пережила Визвольні змагання 1917—1921 років, Голодомор, сталінські репресії та Другу світову війну.
Село постраждало в часі Голодомору 1932—1933 років, за різними даними, померло до 460 осіб.
У радянський час існував колгосп, нині (2000-ні) село традиційно лишається аграрно орієнтованим.
В 1994 році (за незалежності України) село було газифіковано, тоді ж була відкрита нова сучасна будівля сільської школи.
12 червня 2020 року, відповідно до розпорядження Кабінету Міністрів України № 727-р «Про визначення адміністративних центрів та затвердження територій територіальних громад Хмельницької області», увійшло до складу Полонської міської територіальної громади.
19 липня 2020 року, в результаті адміністративно-територіальної реформи та ліквідації Полонського району, село увійшло до складу Шепетівського району.

## Населення

### Мова
Розподіл населення за рідною мовою за даними перепису 2001 року:
| Мова            | Кількість | Відсоток |
| --------------- | --------- | -------- |
| українська      | 813       | 99.27%   |
| російська       | 4         | 0.49%    |
| білоруська      | 1         | 0.12%    |
| інші/не вказали | 1         | 0.12%    |
| Усього          | 819       | 100%     |

## Економіка
У аграрно орієнтованій Котелянці діє СВК зернового напрямку з інтенсивної відгодівлі великої рогатої худоби, працює ряд одноосібників, які самостійно обробляють земельні паї.
У селі працює декілька торговельних закладів.

## Символіка
Затверджений 9 жовтня 2015 року рішенням № 8 XL сесії сільської ради VI скликання.

### Герб
У зеленому полі, облямованому обабіч та знизу золотом, срібне хвилясте вістря; у синій главі — три срібні квітки яблуні з чорними серцевинами. Щит вписаний в золотий декоративний картуш і увінчаний золотою сільською короною. Унизу картуша напис «КОТЕЛЯНКА» і дата «1601».
Золота дуга у формі котла — стилізований символ назви села. Квіти яблуні — символ яблуневих садів. Хвилясте вістря — знак цілющого джерела, яке існує в селі. Корона означає статус населеного пункту. 1601 — рік першої писемної згадки про село.

### Прапор
Квадратне полотнище складається з трьох горизонтальних частин; на верхній синій смузі, завширшки в третину сторони прапора, три білі квітки яблуні з чорними серцевинами; друга частина зелена, заокруглена від середин бічних та нижньої сторони прапора, а знизу до середини верхньої сторони смуги йде хвилястий клин; нижня частина — жовта.

## Соціальна сфера: освіта, медицина, культура

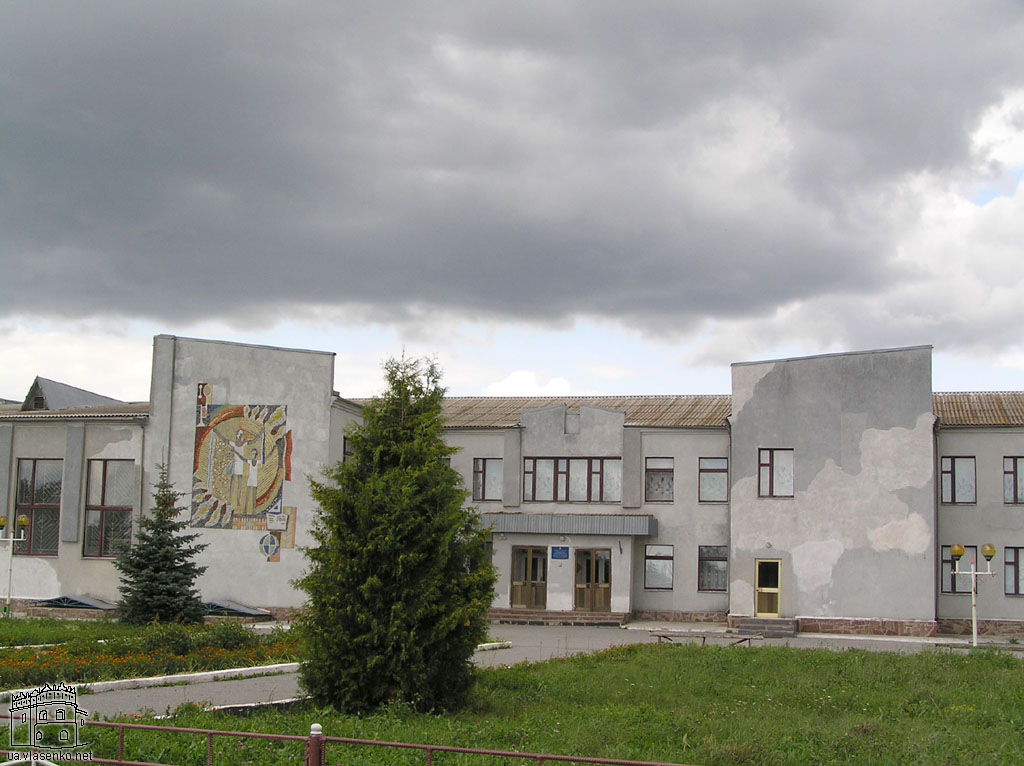
Котелянська ЗОШ I—III ст.

У Котелянці від 1870 року існувала церковно-приходська школа з приходом на 6 класів.
Після запровадження в 1932 році початкової загальнообов'язкової освіти початкова школа в 1934 році була реформована в семирічку.
У 1991 році було розпочато будівництво нової школи. Відтак, 1 квітня 1994 року учні продовжили навчання у світлих класах нової школи (Котелянська ЗОШ I—III ст.)
Медична сфера в Котелянці представлена діючим лікарським амбулаторієм, культурна — сільським будинком культури.
У селі встановлені пам'ятники жертвам Голодомору 1932—1933 років і Воїнам-загиблим визволителям та односельчанам у Другій світовій війні.

## Релігія
У 1841 році в Котелянці була побудована і названа на честь святого Архістратига Михаїла церква. Згодом (1887) її перейменовано на церкву святого Онуфрія.
Цю церкву в період колективізації (1930-ті) зруйнували комуністи.
Початок побудови нової котелянської церкви було покладено у 1989 році.

## Галерея

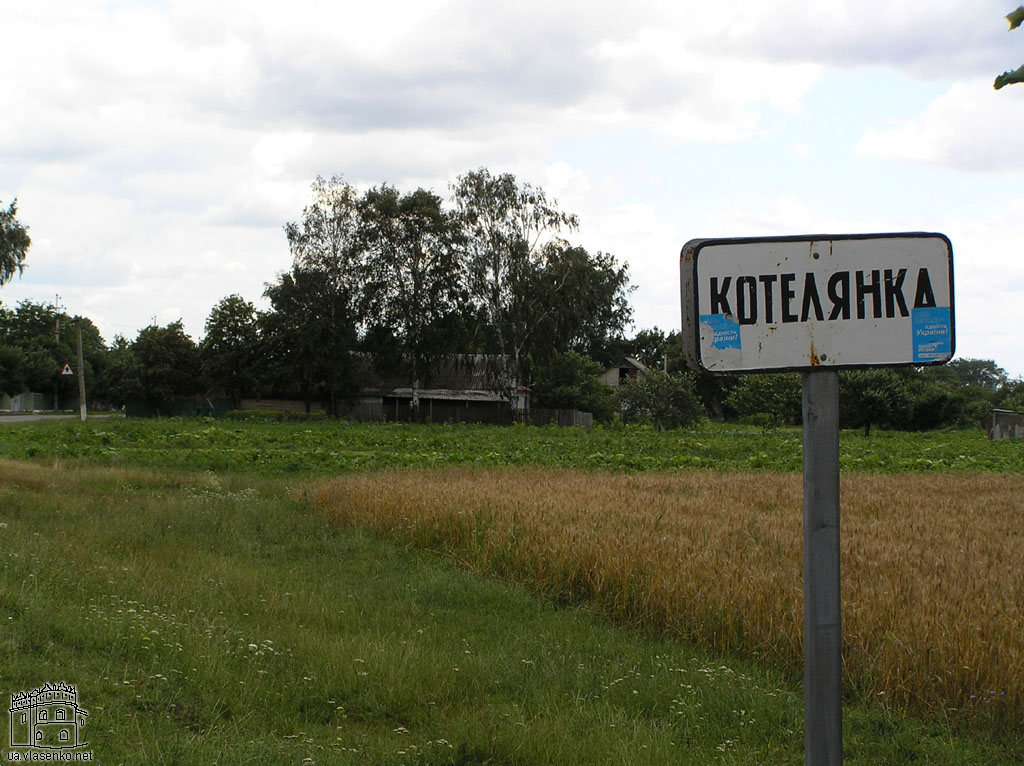
Вказівник при в'їзді до села
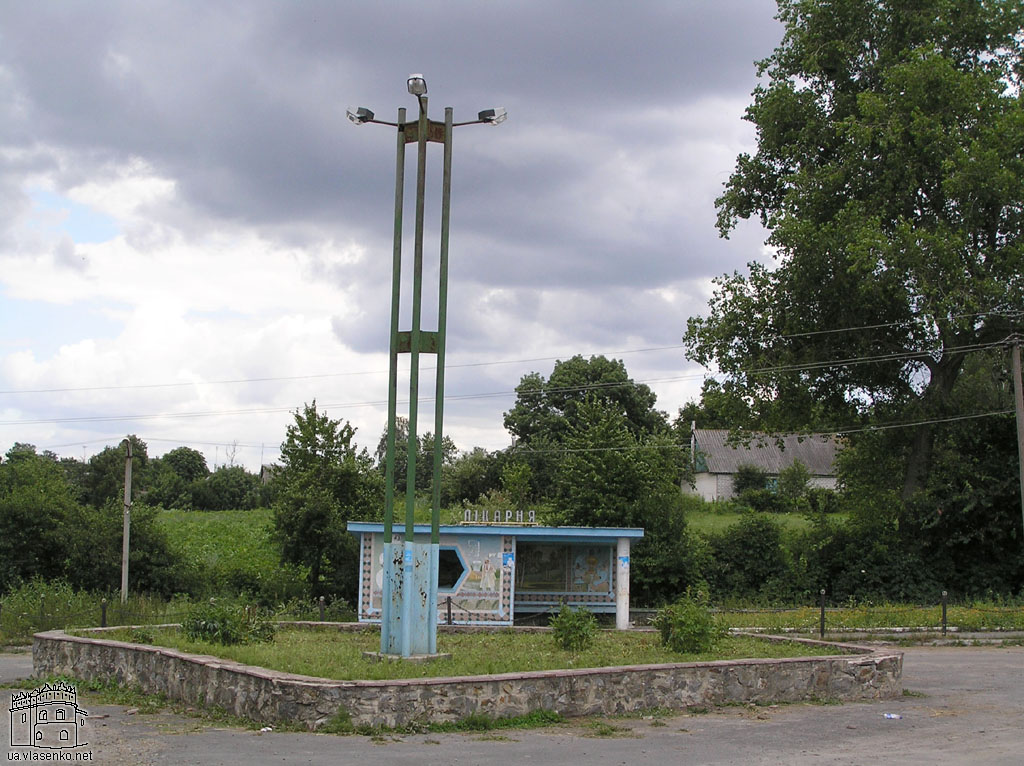
Автобусна зупинка «Лікарня»
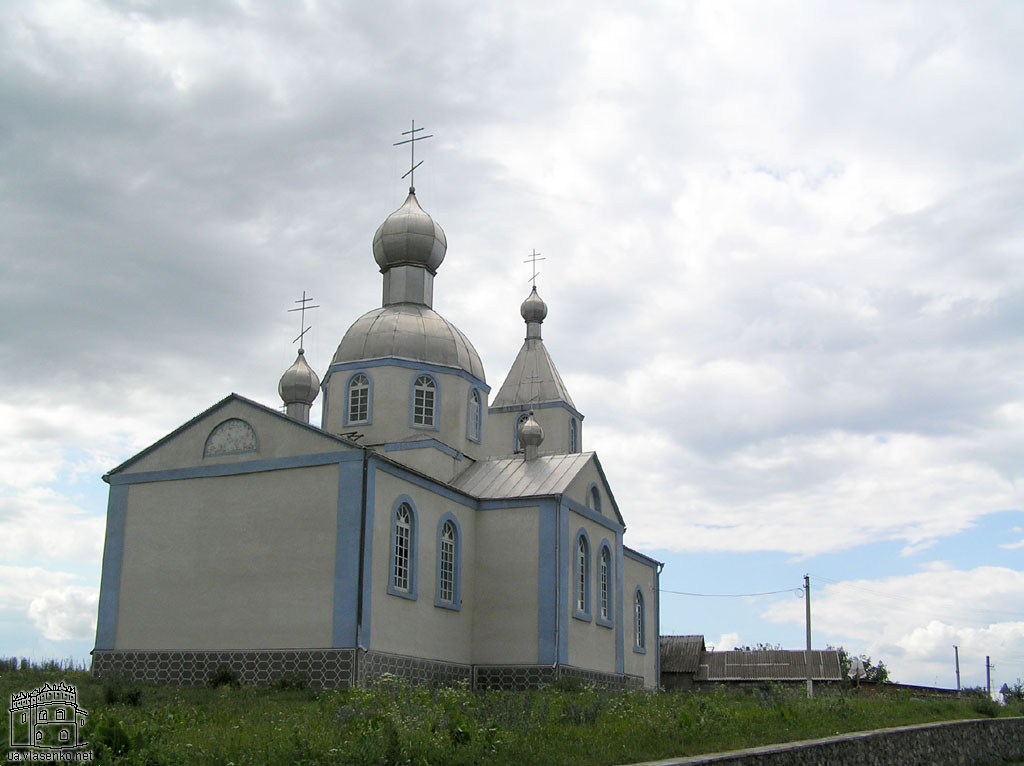
Котелянська церква
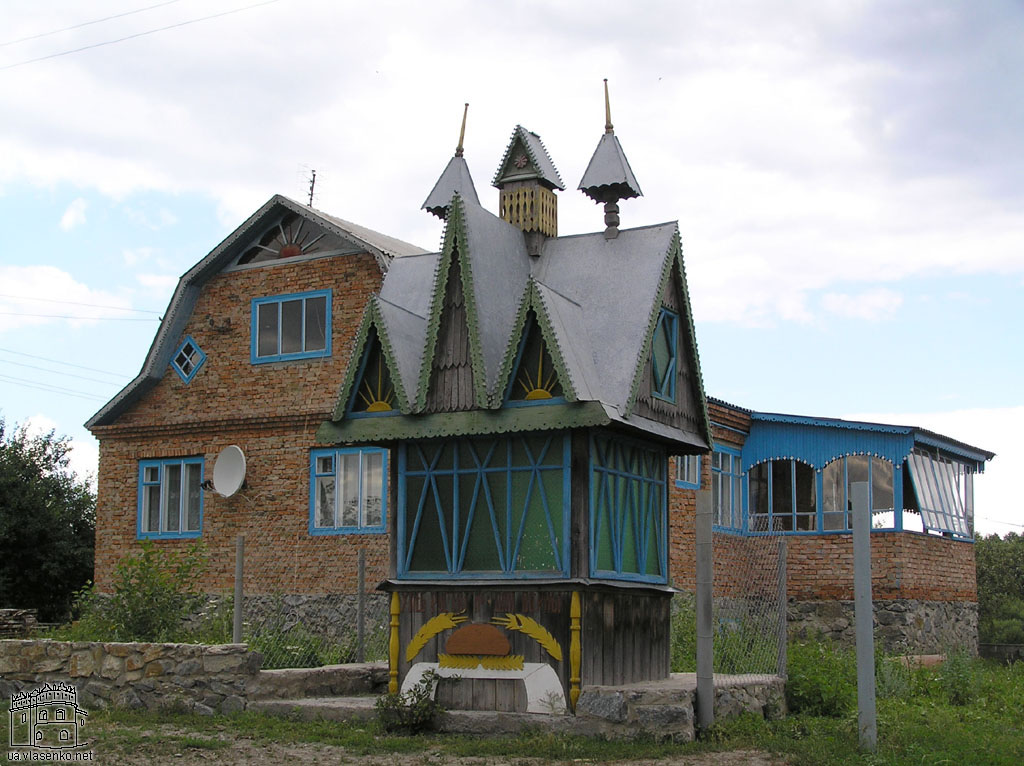
Хата у Котелянці

## Виноски
1. ↑  Котелянка (Хмельницької області) [Архівовано 10 березня 2014 у Wayback Machine.] на www.meriaonline.com.ua (Портал мерій України) [Архівовано 18 листопада 2010 у Wayback Machine.]
2. ↑  (IІІ) УНІВЕРСАЛ УКРАЇНСЬКОЇ ЦЕНТРАЛЬНОЇ РАДИ. static.rada.gov.ua. Процитовано 16 липня 2025.
3. ↑  Паспорт територіальної громади Котелянської сільської ради [Архівовано 9 серпня 2016 у Wayback Machine.] на Офіційний сайт Хмельницької обласної ради [Архівовано 9 серпня 2016 у Wayback Machine.]
4. ↑  Про визначення адміністративних центрів та затвердження територій територіальних громад Хмельницької області. Офіційний вебпортал парламенту України (укр.). Процитовано 15 липня 2022.
5. ↑  Постанова Верховної Ради України від 17 липня 2020 року № 807-IX «Про утворення та ліквідацію районів»
6. ↑  Рідні мови в об'єднаних територіальних громадах України — Український центр суспільних даних